# جورج طرابيشي
جورج طرابيشي (1939م - 16 مارس 2016م)، مفكر وكاتب وناقد ومترجم عربي سوري. تخصص في نقد الأدب وشرب من ينابيع الفلسفة الوجودية والتحليل النفسي، وترجم عشرات المؤلفات، ثم خصص ربع قرن من حياته لنقد المشروع الفكري لمحمد عابد الجابري موجها له انتقادات لاذعة.

## المسيرة المهنية
من مواليد مدينة حلب عام 1939، يحمل الإجازة باللغة العربية والماجستير بالتربية من جامعة دمشق. عمل مديراً لإذاعة دمشق (1963-1964)، ورئيساً لتحرير مجلة دراسات عربية (1972-1984), ومحرراً رئيسياً لمجلة الوحدة (1984-1989). أقام فترة في لبنان، ولكنه غادره، وكان ذلك بعد بداية حربه الأهلية، إلى فرنسا -التي بقي فيها حتى وفاته متفرغاً للكتابة والتأليف. تميز بكثرة ترجماته ومؤلفاته حيث ترجم لفرويد وهيغل وسارتر وبرهييه وغارودي وسيمون دي بوفوار وآخرين. بلغت ترجماته ما يزيد عن مئتي كتاب في الفلسفة والأيديولوجيا والتحليل النفسي والرواية.
له مؤلفات هامة في الماركسية والنظرية القومية وفي النقد الأدبي للرواية العربية التي كان سباقاً في اللغة العربية إلى تطبيق مناهج التحليل النفسي عليها. من أبرز مؤلفاته: «معجم الفلاسفة» و«من النهضة إلى الردة» و«هرطقات 1 و2» ومشروعه الضخم الذي عمل عليه أكثر من 20 عاماً وصدر منه خمسة مجلدات في «نقد نقد العقل العربي» كان آخرها الجزء الخامس «من إسلام القرآن إلى إسلام الحديث» (دار الساقي، بيروت، 2010)، أي في نقد مشروع الكاتب والمفكر المغربي محمد عابد الجابري في نقد العقل العربي، ويوصف هذا العمل بأنه موسوعي إذ احتوى على قراءة ومراجعة للتراث اليوناني وللتراث الأوروبي الفلسفي وللتراث العربي الإسلامي ليس الفلسفي فحسب، بل أيضاً الكلامي والفقهي والصوفي واللغوي، وقد حاول فيه الإجابة عن هذا السؤال الأساسي: هل استقالة العقل في الإسلام جاءت نتيجةً لعامل خارجي، وقابلة للتعليق على مشجب الغير؟ أم هي مأساة داخلية ومحكومة بآليات ذاتية يتحمل فيها العقل العربي الإسلامي مسؤولية إقالة نفسه بنفسه؟
أهم نقاط المسار الفكري لطرابيشي هو انتقاله عبر عدة محطات أبرزها الفكر القومي والثوري والوجودية والماركسية. انتهى طرابيشي إلى تبني نزعة نقدية جذرية يرى أنها الموقف الوحيد الذي يمكن أن يصدر عنه المفكر، ولا سيما في الوضعية العربية الراهنة التي يتجاذبها قطبان: الرؤية المؤمثلة للماضي والرؤية المؤدلجة للحاضر.